# 莫比烏斯-坎特八邊形
在幾何學中，莫比烏斯－坎特八邊形是一個複正多邊形，其位於{\displaystyle \mathbb {C} ^{2}}複希爾伯特平面中由八個頂點和八個三元稜組成，是一個自身對偶的多邊形。考克斯特將其命名為莫比烏斯－坎特八邊形，用於共享複排佈結構，如莫比烏斯－坎特排佈。
這種形狀由杰弗里·科林·謝潑德於1952年發現，其將此形狀根據其對稱性以3(24)3表示，考克斯特將這種對稱性計為3[3]3，其與24階的二元四面體群同構。

## 性質
莫比烏斯－坎特八邊形是一種由8個頂點和8條稜所組成的幾何結構，其在施萊夫利符號中可以用3{3}3來表示、在考克斯特記號中可以用來表示。與一般的八邊形不同，莫比烏斯－坎特八邊形位於複希爾伯特平面，且構成這種形狀的稜每個稜階連接了三個頂點，稱為三元稜或三元邊（Trion），這種幾何結構在施萊夫利符號中可以用3{}來表示。

### 頂點座標
莫比烏斯－坎特八邊形可以於{\displaystyle \mathbb {C} ^{3}}空間中給出，其為：
| (ω,−1,0) | (0,ω,−ω2) | (ω2,−1,0) | (−1,0,1) |
| (−ω,0,1) | (0,ω2,−ω) | (−ω2,0,1) | (1,−1,0) |

其中{\displaystyle \omega ={\tfrac {-1+i{\sqrt {3}}}{2}}}。

### 作為一種排佈
莫比烏斯－坎特八邊形3{3}3的排佈矩陣為：
{\displaystyle \left[{\begin{matrix}8&3\\3&8\end{matrix}}\right]}

## 實空間的代表
在實空間中，莫比烏斯－坎特八邊形可以用四維空間的正十六胞体來代表，其共用了相同的8個頂點。當莫比烏斯－坎特八邊形的8條三元邊被繪製為三條獨立的邊時，即可在當莫比烏斯－坎特八邊形中觀察到正十六胞体的24條邊。在下圖中這8個三角形被以每個個分成一組，分別塗上藍色和紅色。下圖中，B4投影在兩個顏色組之間以兩個擁有不同對稱性的方向進行投影。此外，所代表的實空間形狀也可以是一個β4的四維正軸形。
| 考克斯特平面 | B4  | B4  | F4     |
| ------------ | --- | --- | ------ |
| 圖           |     |     |        |
| 對稱性       | [8] | [8] | [12/3] |